# Hyperoxie
L'hyperoxie est due à un excès d'apport en oxygène, et notamment à des fractions inspirées d'O2 anormalement élevées.
Dans le domaine médical, elle désigne l’excès d’oxygène dans les poumons ou les tissus, et résulte d’une augmentation de la pression partielle alvéolaire plus élevée que celle due à une respiration normale à la pression atmosphérique du niveau de la mer. Concrètement, cela signifie que la pression partielle d’oxygène est supérieure à 0,21 bars - pO2 habituelle).
Cela peut être dû à la respiration d’un mélange gazeux contenant plus de 21% d’oxygène, à une pression plus élevée que 1 bar, ou les deux.
Le corps est tolérant à des modifications temporaires de la pression partielle d’oxygène, mais un niveau d’hyperoxie suffisamment élevé, du fait de la toxicité de l'oxygène dans le temps, peut exposer à des dégâts dans les poumons, les tissus, et le système nerveux central, avec une inflamation voire une mort prématurée des cellules de l’organisme.
L’hyperoxie est l’inverse de l’hypoxie, qui traite d’un état où l’approvisionnement en oxygène est insuffisant.
L’hyperoxie implique y avoir été exposé pendant un temps prolongé, par exemple dans le cas de l’administration d’oxygène en secours d'urgence, en réanimation médicale ou en plongée professionnelle et de loisirs (Nitrox ou EAN chez les Anglo-Saxons). Une hyperoxie prolongée peut entraîner des conséquences sérieuses sur l'organisme.

## Fonctionnement
L'organisme humain tolère une pression partielle d'oxygène inspiré comprise entre 170 et 500 hPa (la pression partielle atmosphérique d'oxygène étant de 210 hPa au niveau de la mer), mais il peut supporter des pressions supérieures sur de courtes durées. Lorsque la pression partielle inspirée dépasse 500 hPa, on parle alors d'hyperoxie.
L'effet nocif de l'oxygène provient des propriétés chimiques de l'anion superoxyde O2−, porteur d'un électron célibataire, et constituant de ce fait un radical libre. L'accumulation de radicaux libres (anion superoxyde ou autres), chimiquement très réactifs, est susceptible d'entraîner une altération des membranes cellulaires : de la cellule elle-même ou de ses organites, notamment de la mitochondrie. Dans des conditions physiologiques les radicaux libres peuvent être neutralisés par les composés anti-oxydants (vitamines ou autres), mais en grande quantité leur action entraînera un stress oxydatif plus ou moins marqué et par le fait des destructions cellulaires.
L’oxygène en surpression ou en haute concentration est largement utilisé dans le cas de la médecine d’urgence et des soins intensifs, et sauve des vies au quotidien :
- insuffisance respiratoire ;
- réanimation cardio pulmonaire ;
- accident de décompression ;
- etc.

## Causes

### Plongée sous marine
Une grande partie des hyperoxies surviennent lors de plongées trop profondes avec des mélanges tels que l’air comprimé, le nitrox ou trimix. Le plongeur dépasse alors la pression partielle maximum tolérée et s'expose à l'effet Paul Bert (voir ci-dessous).
En France, le seuil hyperoxique est fixé à 1,6 bar (1600 hPa) de pression partielle d'oxygène (PpO2) par l'article A322-92 du Code du sport. Certains organismes de formation en plongée imposent des seuils plus restrictifs : la Professional Association of Diving Instructors (PADI) et la Confédération mondiale des activités subaquatiques (CMAS) suisse le fixent à 1,4 bar. Dans des conditions difficiles (froid, effort), la Technical Diving International (TDI) préconise 1,4 bar pour 1,6 dans des conditions normales. La CMAS internationale et la Fédération française d'études et de sports sous-marins (FFESSM) indiquent 1,6 bar.
1,6 bar de PpO2 correspond à une profondeur de 66 mètres pour une plongée à l'air (1,6 bar / 21 % d'O2 = 7,6 bar de pression totale) et à 6 mètres pour une plongée à l'oxygène pur. Cette profondeur seuil est variable en fonction du mélange utilisé lors de plongées au nitrox. Le plongeur devra alors la calculer avant chaque plongée en fonction du pourcentage d'oxygène qu'il aura mesuré dans son bloc de plongée afin de déterminer la profondeur maximale jusqu'à laquelle il pourra évoluer. On parle alors de « MOD » pour Maximum Operating Depth (Profondeur maximum d'évolution ou profondeur plancher).
Une autre cause d'accident hyperoxique peut être la trop grande exposition à un niveau élevé de pression partielle d'O2 (plongées aux mélanges hyperoxygénés trop longues et/ou trop fréquentes dans un laps de temps réduit, travailleurs sous pression lors de la construction de tunnels, etc.). Dans ce cas, la personne s'expose à un accident dû à l'effet Lorrain Smith (voir ci-dessous).

## Effets
Il y a deux effets possibles de l'hyperoxie : l'effet Lorrain Smith et l'effet Paul Bert.

### L'effetLorrain Smith
Après un séjour de plus de deux heures à une PpO2 > 0,5 bar, il y a un risque d'inflammation du surfactant, des alvéoles pulmonaires puis une possible apparition d'un œdème aigu du poumon.
Signes avant-coureurs : face rose, difficultés respiratoires, toux, brûlures pulmonaires.

### L'effetPaul Bert
Les radicaux libres provoquent une altération fonctionnelle des cellules nerveuses et déclenchent des accidents neurotoxiques. On peut constater un raidissement de la personne atteinte (forme épileptique).
Signes avant-coureurs : tachycardie, nystagmus, spasmes, nausées, anxiété, confusion, troubles de la vue.
Cet accident se déroule le plus généralement en trois phases :
- phase tonique : de 30 secondes à 2 min, pendant laquelle surviennent des contractions musculaires généralisées, un arrêt ventilatoire éventuel et/ou une perte de connaissance. Dans ce dernier cas, la glotte de la victime se bloque par raidissement. Il ne faut dès lors surtout pas remonter la victime avant qu'elle ait repris conscience, sous peine de l'exposer à une surpression pulmonaire ;
- phase clonique : de 2 à 3 minutes, pendant laquelle ont lieu des convulsions ainsi qu'une ventilation irrégulière. On peut alors remonter la victime en restant particulièrement vigilant sur son expiration ;
- phase post-convulsive : de 5 à 30 minutes avec un relâchement musculaire, une reprise progressive de la conscience, des signes de confusion, voire d'agitation.

Ces 3 phases perdureront tant que la Ppo2 ne sera pas ramenée à une pression correcte.

## Traitement et prévention

### Plongée sous marine
Dès l'apparition des symptômes, ne pas de suite ramener la victime à une pression partielle correcte. D'une part elle va être en phase tonique, donc pouvant être dangereuse pour l'assistant. D'autre part, elle risque une surpression pulmonaire (un arrêt ventilatoire éventuel). Attendre qu'elle soit en phase post-convulsive est la plus sûre des attitudes pour la remonter à la profondeur adaptée.
En surface, il faut ensuite traiter les éventuels dommages consécutifs à ces accidents (noyade, brûlure des alvéoles pulmonaires, etc.), et enfin surveiller tout symptômes et comportements pouvant être liés au caractère neurotoxique de l'accident.
Afin de prévenir ce type d'accident, on veillera en plongée sous-marine :
- à ne jamais dépasser la profondeur maximale autorisée par le mélange que l'on respire (en fonction de la proportion d'oxygène mesurée dans le gaz) ;
- ne pas effectuer de trop longues plongées à l'oxygène pur dans des intervalles trop courts.

### Médecine d’urgence
L’oxygénothérapie est l’un des traitements les plus utilisés pour les maladies graves, et est couramment utilisé en cas d’accident traumatique et en médecine d’urgence. Le dosage optimal est toutefois difficle, et lors des phases d’assistance respiratoire, anesthésie et réanimation, les dosages excèdent bien souvent les besoins physiologiques réels, pour éviter un déficit. Les excès qui en résultent peuvent créer des complications, mais bien inférieures a celles qu’un déficit hypoxique aurait pu créer. La surveillance constante des dosage et paramètres vitaux sous monitoring permet une oxygénation suffisante des tissus, sans aller jusqu’au risque hyperoxique.

### Oxygénothérapie
À pression ambiante, il n’y a aucun risque aigu de toxicité à l’oxygène, mais lors de traitements de longue durée en oxygénothérapie, il y a un risque de toxicité pulmonaire liée au surcroit d’oxygène, et l’hyperoxie peut aggraver certaines affections pour lesquelles l’augmentation du taux d’oxygène serait en principe bénéfique voire recommandé.